# Coppa di Bulgaria
La Coppa di Bulgaria (in bulgaro Купа на България?, Kupa na Bălgarija) è il secondo torneo calcistico della Bulgaria per importanza dopo la campionato di massima divisione. È organizzata dalla Bulgarski Futbolen Soius, la federazione calcistica bulgara.
Il torneo è ad eliminazione diretta, la finale di solito si gioca nello Stadio Nazionale Vasil Levski di Sofia. Il vincitore della competizione accede alla UEFA Europa League.
La squadra più titolata è il Levski Sofia.

## Albo d'oro
La coppa nazionale bulgara si è concretizzata in tre distinti trofei. Il primo, la coppa dello zar, fu creato insieme al campionato a girone unico per continuare a far incontrare squadre di categorie diverse. La coppa dell’esercito sovietico e la vera e propria coppa di Bulgaria si sovrapposero per alcuni anni, la seconda essendo stata inaugurata nel 1981 come coppa di lega e la prima essendo andata avanti fino alla caduta del comunismo onde non creare offesa alle autorità russe: la discriminante nelle stagioni di concomitanza fu il riconoscimento della UEFA del titolo di partecipazione alla Coppa delle Coppe.

## Vittorie per squadra
| Squadra              | Vittorie | Secondi posti | Anni vittorie |
| -------------------- | -------- | ------------- | --- |
| Levski Sofia         | 26       | 12            | 1942, 1946, 1947, 1949, 1950, 1956, 1957, 1959, 1967, 1970, 1971, 1976, 1977, 1979, 1984, 1986, 1991, 1992, 1994, 1998, 2000, 2002, 2003, 2005, 2007, 2022 |
| CSKA Sofia           | 21       | 14            | 1951, 1954, 1955, 1961, 1965, 1969, 1972, 1973, 1974, 1983, 1985, 1987, 1988, 1989, 1993, 1997, 1999, 2006, 2011, 2016, 2021                               |
| Slavia Sofia         | 8        | 3             | 1952, 1963, 1964, 1966, 1975, 1980, 1996, 2018 |
| Botev Plovdiv        | 4        | 10            | 1962, 1981, 2017, 2024 |
| Liteks Loveč         | 4        | 3             | 2001, 2004, 2008, 2009 |
| Lokomotiv Sofia      | 4        | 2             | 1948, 1953, 1982, 1995 |
| Ludogorec            | 4        | 2             | 2012, 2014, 2023, 2025 |
| Lokomotiv Plovdiv    | 2        | 7             | 2019, 2020 |
| Beroe                | 2        | 4             | 2010, 2013 |
| FK 13 Sofia          | 2        | -             | 1938, 1940 |
| Spartak Plovdiv      | 1        | 2             | 1958 |
| Spartak Sofia        | 1        | 2             | 1968 |
| Černo More Varna     | 1        | 2             | 2015 |
| Shipka Sofia         | 1        | -             | 1939 |
| Septemvri Sofia      | 1        | -             | 1960 |
| Marek Dupnica        | 1        | -             | 1978 |
| Sliven               | 1        | -             | 1990 |
| AS 23 Sofia          | 1        | -             | 1941 |
|                      |          |               | |
| Dunav Ruse           | -        | 3             | - |
| Spartak Varna        | -        | 2             | - |
| Pirin Blagoevgrad    | -        | 2             | - |
| Černolomec Popovo    | -        | 1             | - |
| Akademik Sofia       | -        | 1             | - |
| Minjor Pernik        | -        | 1             | - |
| FK Černomorec Burgas | -        | 1             | - |
| Neftohimik Burgas    | -        | 1             | - |
| Velbažd              | -        | 1             | - |
| Chernomorets Pomorie | -        | 1             | - |
| Montana              | -        | 1             | - |
| Arda Kărdžali        | -        | 1             | - |
| CSKA 1948 Sofia      | -        | 1             | - |

## Vittorie per città
| Città        | Titoli | Società vincenti |
| ------------ | ------ | --- |
| Sofia        | 64     | Levski Sofia (25), CSKA Sofia (21), Slavia Sofia (8), Lokomotiv Sofia (4), FK 13 Sofia (2), Spartak Sofia (1), Shipka Sofia (1), AS 23 Sofia (1), Septemvri Sofia (1) |
| Plovdiv      | 7      | Botev Plovdiv (4), Lokomotiv Plovdiv (2), Spartak Plovdiv (1) |
| Loveč        | 4      | Liteks Loveč (4) |
| Razgrad      | 4      | Ludogorec (4) |
| Stara Zagora | 2      | Beroe (2) |
| Dupnitsa     | 1      | Marek Dupnica (1) |
| Sliven       | 1      | Sliven (1) |
| Varna        | 1      | Černo More Varna (1) |